# Idris Muhammad
Idris Muhammad (en árabe: إدريس محمد‎) (Nueva Orleans, Luisiana, 13 de noviembre de 1939-29 de julio de 2014), nacido como Leo Morris, fue un baterista de jazz. 
En 1956, con 15 años, tocó como músico de sesión en la grabación del éxito de Fats Domino, «Blueberry Hill». Cambió su nombre en los años 1960 al convertirse al islam. Tocó con artistas como Lou Donaldson, Johnny Griffin, Pharoah Sanders, Betty Carter, Roberta Flack, Rahsaan Roland Kirk, Horace Silver, Herbie Hancock y Grover Washington, Jr. Desde 1995 tocaba habitualmente con Ahmad Jamal. 

## Discografía

### Como líder
- 1970:  Black Rhythm Revolution (Prestige Records)
- 1971: Peace & Rhythm (Prestige)
- 1974: Power of Soul (Kudu)
- 1976: House of the Rising Sun (Kudu)
- 1977: Turn This Mutha Out (Kudu)
- 1977: Could Heaven Ever Be Like This
- 1978: Boogie to the Top (Kudu)
- 1978: You Ain't No Friend of Mine (Fantasy)
- 1979:  Foxhuntin'' (Fantasy)
- 1980: Kabsha (Theresa)
- 1980: Make It Count (Fantasy)
- 1992: My Turn (Lipstick)
- 1998: Right Now (Cannonball)

### Como músico de sesión
Con Nat Adderley
- Calling Out Loud (CTI, 1968)

Con Eric Alexander
- Solid! (Milestone, 1998)

Con Gene Ammons
- The Black Cat! (Prestige, 1970)
- You Talk That Talk! (Prestige, 1971)
- My Way (Prestige, 1971)
- Got My Own (Prestige, 1972)
- Big Bad Jug (Prestige, 1972)

Con George Benson
- Goodies (Verve, 1968)
- Shape of Things to Come (A&M, 1968)
- The Other Side of Abbey Road (A&M, 1969)

Con Walter Bishop, Jr.
- Bish Bash (Xanadu, 1968 [1975])
- Coral Keys (Black Jazz, 1971)

Con Bobby Broom
- Modern Man (Delmark, 2001)

Con Rusty Bryant
- Soul Liberation (Prestige, 1970)
- Fire Eater (Prestige, 1971)
- Wild Fire (Prestige, 1971)

Con Donald Byrd
- Fancy Free (Blue Note, 1969)

Con George Coleman
- Manhattan Panorama (Theresa, 1985)

Con Hank Crawford
- Help Me Make it Through the Night (Kudu, 1972)
- Wildflower (Kudu, 1973)
- I Hear a Symphony (Kudu, 1975)
- Tight (Milestone, 1996)

Con Art Davis
- Life (Soul Note, 1986)

Con Paul Desmond
- Summertime (A&M/CTI, 1968)

Con Fats Domino
- Blueberry Hill (Mercury, 1965)

Con Lou Donaldson
- Fried Buzzard (Cadet, 1965)
- Blowing in the Wind (Cadet, 1966)
- Lou Donaldson At His Best (Cadet, 1966)
- Alligator Bogaloo (Blue Note, 1967)
- Mr. Shing-A-Ling (Blue Note, 1967)
- Midnight Creeper (Blue Note, 1968)
- Say It Loud! (Blue Note, 1968)
- Hot Dog (Blue Note, 1969)
- Everything I Play is Funky (Blue Note, 1970)
- Pretty Things (Blue Note, 1970)
- The Scorpion (Blue Note, 1970)
- Cosmos (Blue Note, 1971)
- Sweet Poppa Lou (Muse, 1981)

Con Charles Earland
- Black Talk! (Prestige, 1969)

Con Grant Green
- Alive! (Blue Note, 1970)

Con Johnny Griffin
- NYC Underground (Galaxy, 1979 [1981])
- To the Ladies (Galaxy, 1979 [1982])

Con Roy Hargrove
- Habana (Verve, 1997)

Con Benjamin Herman
- Get In (A-Records, 1999)

Con John Hicks
- Some Other Time (Theresa, 1981)
- In Concert (Theresa, 1984 [1986])
- Inc. 1 (DIW, 1985)
- I'll Give You Something to Remember Me By (Limetree, 1987)
- Is That So? (Timeless, 1991)

Con Andrew Hill
- Grass Roots (Blue Note, 1968)

Con Richard "Groove" Holmes
- Shippin' Out (Muse, 1978)

Con Freddie Hubbard
- New Colors (Hip Bop Essence 2001)

Con Bobbi Humphrey
- Flute-In (Blue Note, 1971)

Con Willis "Gator" Jackson
- Bar Wars (Muse, 1977)

Con Ahmad Jamal
- The Essence Part 1 (Verve, 1995)
- Big Byrd (The Essence Part 2) (Verve, 1996)
- Nature (The Essence Part III) (Atlantic, 1998)
- Picture Perfect (Warner, 2000)
- À L'Olympia - 70th Birthday (Dreyfus, 2000)
- In Search of Momentum (Dreyfus, 2002)
- After Fajr (Dreyfus, 2005)
- It's Magic (Dreyfus, 2008)

Con Bob James
- One (CTI, 1974)
- Touchdown (Tappan Zee, 1978)

Con J. J. Johnson y Kai Winding
- Betwixt & Between (A&M/CTI, 1969)

Con Etta Jones
- My Mother's Eyes (Muse, 1977)
- If You Could See Me Now (Muse, 1978)

Con Rodney Jones
- Soul Manifesto (Blue Note, 2001)

Con Keystone Trio
- Heart Beats (Milestone, 1996)
- Newklear Music (Milestone, 1997)

Con Charles Kynard
- Wa-Tu-Wa-Zui (Beautiful People) (Prestige, 1970)

Con Joe Lovano
- Friendly Fire (Blue Note, 1998)
- Flights of Fancy: Trio Fascination Edition Two (Blue Note, 2000)

Con Johnny Lytle
- Fast Hands (Muse, 1980)
- Good Vibes (Muse, 1982)

Con Harold Mabern
- Workin' & Wailin' (Prestige, 1969)
- Greasy Kid Stuff! (Prestige, 1970)

Con Roberto Magris
- Mating Call (JMood, 2010)

Con Jimmy McGriff
- City Lights (JAM, 1981)

Con Tete Montoliu
- Catalonian Rhapsody (Alfa, 1992)

Con Tisziji Munoz
- Visiting This Planet (Anami Music
- Hearing Voices (Anami Music)

Con Ernest Ranglin
- Below the Bassline (Island Records, 1998)

Con Pharoah Sanders
- Journey to the One (Theresa, 1980)
- Heart is a Melody (Theresa, 1982)
- Live (Theresa, 1982)
- Shukuru (Theresa, 1985)
- Africa (Timeless, 1987)

Con John Scofield
- Groove Elation (Blue Note, 1995)

Con Shirley Scott
- Lean on Me (Cadet, 1972)

Con Lonnie Smith
- Turning Point (Blue Note, 1969)

Con Melvin Sparks
- Sparks! (Prestige, 1970)
- Spark Plug (Prestige, 1971)
- Akilah! (Prestige, 1972)

Con Horace Silver
- That Healin' Feelin' (Blue Note, 1970)

Con Leon Spencer
- Sneak Preview (Prestige, 1970)
- Louisiana Slim (Prestige, 1971)

Con Bob Stewart
- First Line (JMT, 1988)

Con Sonny Stitt
- Turn It On! (Prestige, 1971)
- Black Vibrations (Prestige, 1971)
- Goin' Down Slow (Prestige, 1972)

Con Gábor Szabó
- Macho (Salvation, 1975)

Con Stanley Turrentine
- Common Touch (Blue Note, 1968)
- Don't Mess with Mister T. (CTI, BGO Records, Sony 1973)
- The Sugar Man (CTI, BGO Records, Sony 1975)
- The Man with the Sad Face (Fantasy, 1976)

Con Randy Weston
- Portraits of Duke Ellington (Verve, 1989)
- Portraits of Thelonious Monk (Verve, 1989)
- Self Portraits (Verve, 1989)
- Spirits of Our Ancestors (Verve, 1991)

Con Reuben Wilson
- Love Bug (Blue Note, 1969)